# 伊達邦直
伊達 邦直（だて くになお）は、江戸時代末期の仙台藩一門・岩出山伊達家10代当主。明治維新後は北海道開拓に身を投じ、当別町の基礎を築いた。その功により正五位を贈られ、当別神社・北海道開拓神社に祀られる。また、孫の正人は邦直の功により男爵を授けられる。亘理伊達家15代で有珠郡伊達村（現・伊達市）開拓に功があり男爵となった伊達邦成は実弟にあたる。

## 経歴

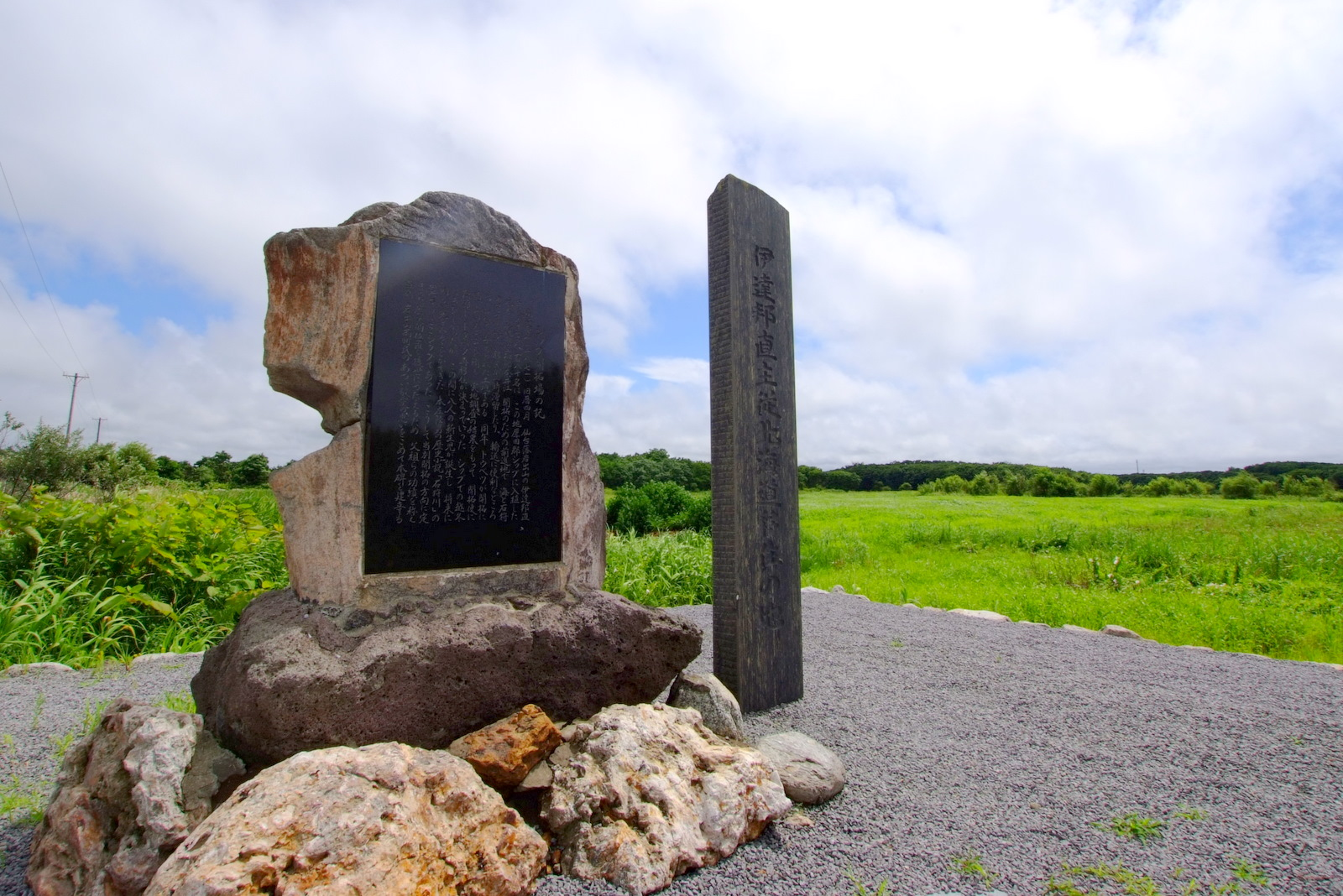
石狩市厚田区聚富の「伊達邦直主従北海道移住の地碑」

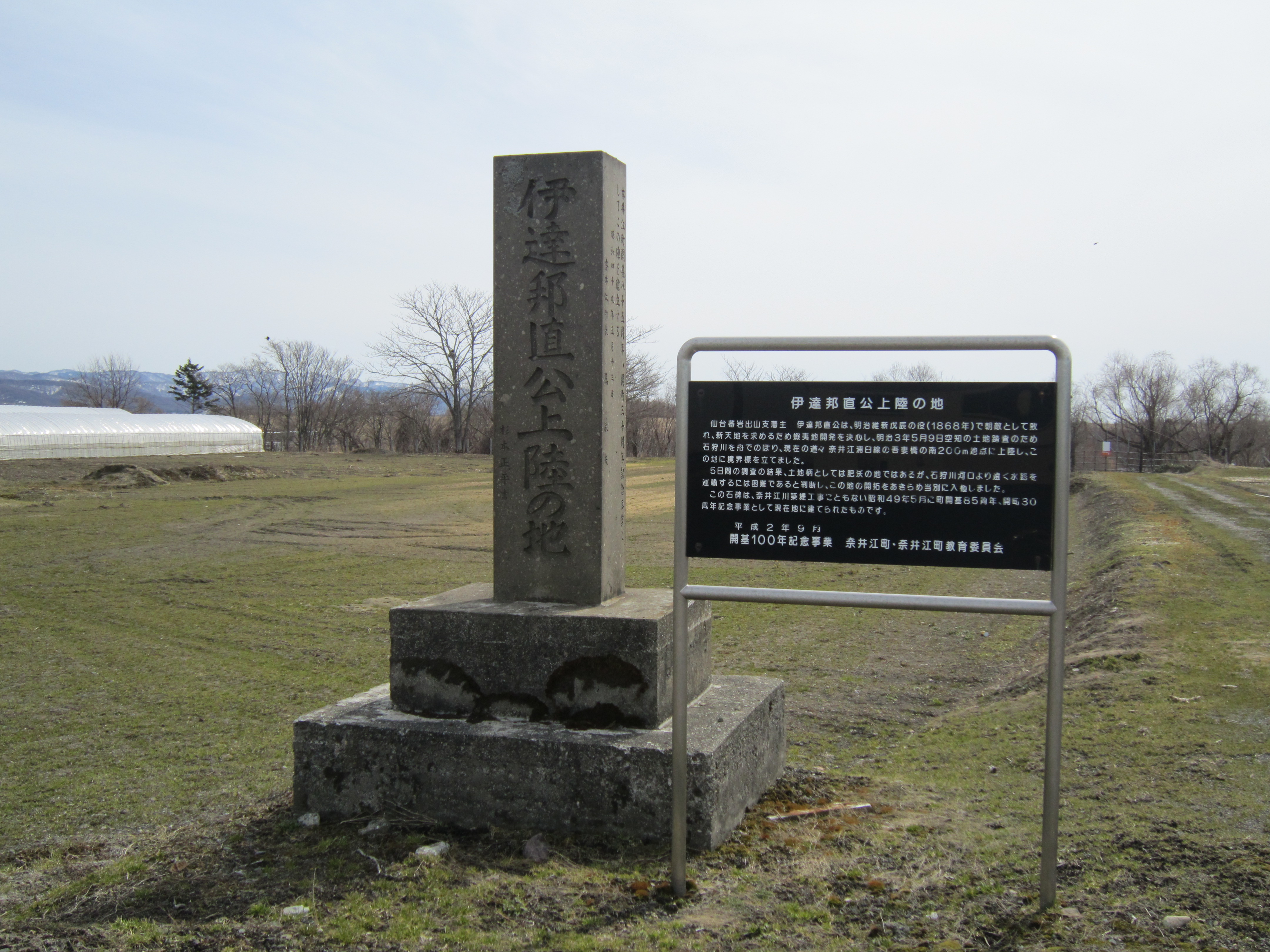
奈井江町瑞穂の「伊達邦直公上陸の地」

邦直は、伊達義監・りんの長男として陸奥国（のち陸前国）玉造郡岩出山城に生まれる。幼名を太刀、通称を英橘という。
明治維新の際に奥羽越列藩同盟に参加した藩の命により、官軍と交戦した。山形で勝ち戦功を挙げたが、味方の多くは官軍に下ったため、戦に敗れる。
戦後、それまで14000石あった禄高を65石に減封された上、岩出山城を召し上げられ、家臣の士分を剥奪された。侍ではなくなった家臣たちは帰農を命ぜられたが、邦直は彼らが路頭に迷うことを憂い、私財を処分して得た資金で、新政府の推し進めていた北海道開拓を志願する。願は許され、1869年（明治2年）に石狩国空知郡の支配を命ぜられた。しかし、この空知郡は内陸部に位置し、物資の輸送などが困難であったことから、海岸近くへの移転を申し入れた。それがかなわず再度家老の吾妻謙が太政官に申し入れたところ、今度は不届きを理由に吾妻が自宅謹慎を命ぜられる始末であった。
同年12月、邦直は家臣に命じて現地を調査させ、その結果を元に翌1870年（明治3年）、自ら北海道に渡り調査を行った。政府から指定された入植地は極めて大雑把な指定であって、具体的にどこを開拓するかは現地機関である開拓使との交渉が必要だった。空知郡では開拓の見込みが立たないことから、交渉の末厚田郡繋富（シップ・石狩市厚田区聚富）の荷揚場を借用することが認められた。
岩出山で希望者を募り、1871年（明治4年）3月2日に北海道へ向けて出発した。移住者は約180人。しかし、繋富は土質が悪く砂地が多いため、作物は育たなかった。船で運んだ食糧なども着かなかったため、一同は困窮を極め、開拓使に嘆願したところ、同地を視察に訪れた開拓長官東久世通禧より開拓地を移ることを許される。吾妻謙らに代替地の調査を命じたところ、当別が適しているとの結論に至り、開拓使より許可を得る。当別への移転は1872年（明治5年）を予定し、邦直は岩出山に戻り再度移住者を募った。第2回の移住者は182人で第1陣と合流し、当別の開拓に当たった。1879年（明治12年）の第3回移住者は250人に及び、これも邦直が募集に当たった。またこの年、当別では新たに戸長を設けることとなり、元家老の吾妻謙が就任する。
開拓使当別詰所設置に伴い、邦直は同年7月に開拓七等属・開拓使勧業課当別在勤を命ぜられる。1881年（明治14年）2月26日、准陸軍少尉に任命され、3月には開拓七等属兼務となり従六位に叙せられる。1882年（明治15年）には所属が陸軍省となり、1885年（明治18年）5月陸軍屯田兵少尉になる。以後も各開墾地の見分を行うが、1891年（明治24年）1月に逝去した。子の基理も同年5月に逝去した。
翌1892年8月、旧臣らが内務省に阿蘇神社（後の当別神社）創建を願い出て、邦直が祀られることとなる。同年10月には孫の正人が邦直の北海道開拓にかかわる功績により男爵を授けられ、華族に列せられた。1915年（大正4年）11月には邦直に正五位が追贈される。1940年（昭和15年）、皇紀2600年を記念し、北海道開拓神社に合祀される。

## 系譜
- 父：伊達義監
- 母：りん
- 妻：志武（柴田外記の娘）
  - 伊達基理（当別伊達氏当主。伊達宗基より偏諱を受ける）
  - 伊達直温（伊達邦成養子）
  - 伊達篤三郎（岩出山、夭逝）
  - 伊達廉（伊達邦教の子・伊達寧永（やすなが）の妻）
    - 伊達宗行（寧永・廉の孫。物理学者、大阪大学名誉教授）